# Cove (Hampshire)
Cove – wieś w Anglii, w hrabstwie Hampshire, w dystrykcie Rushmoor. Leży 49 km na północny wschód od miasta Winchester i 52 km na południowy zachód od Londynu. Miejscowość liczy 6548 mieszkańców.